# Andrea Cesalpino
Andrea Cesalpino, o Cisalpino, latinizzato in Andreas Cæsalpinus (Arezzo, 1524 o 1525 – Roma, 23 febbraio 1603), è stato un botanico, medico e anatomista italiano.

## Biografia

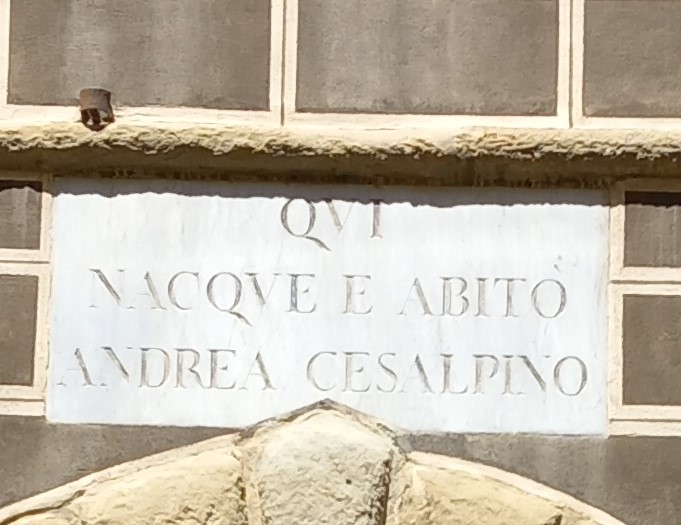
Casa natale

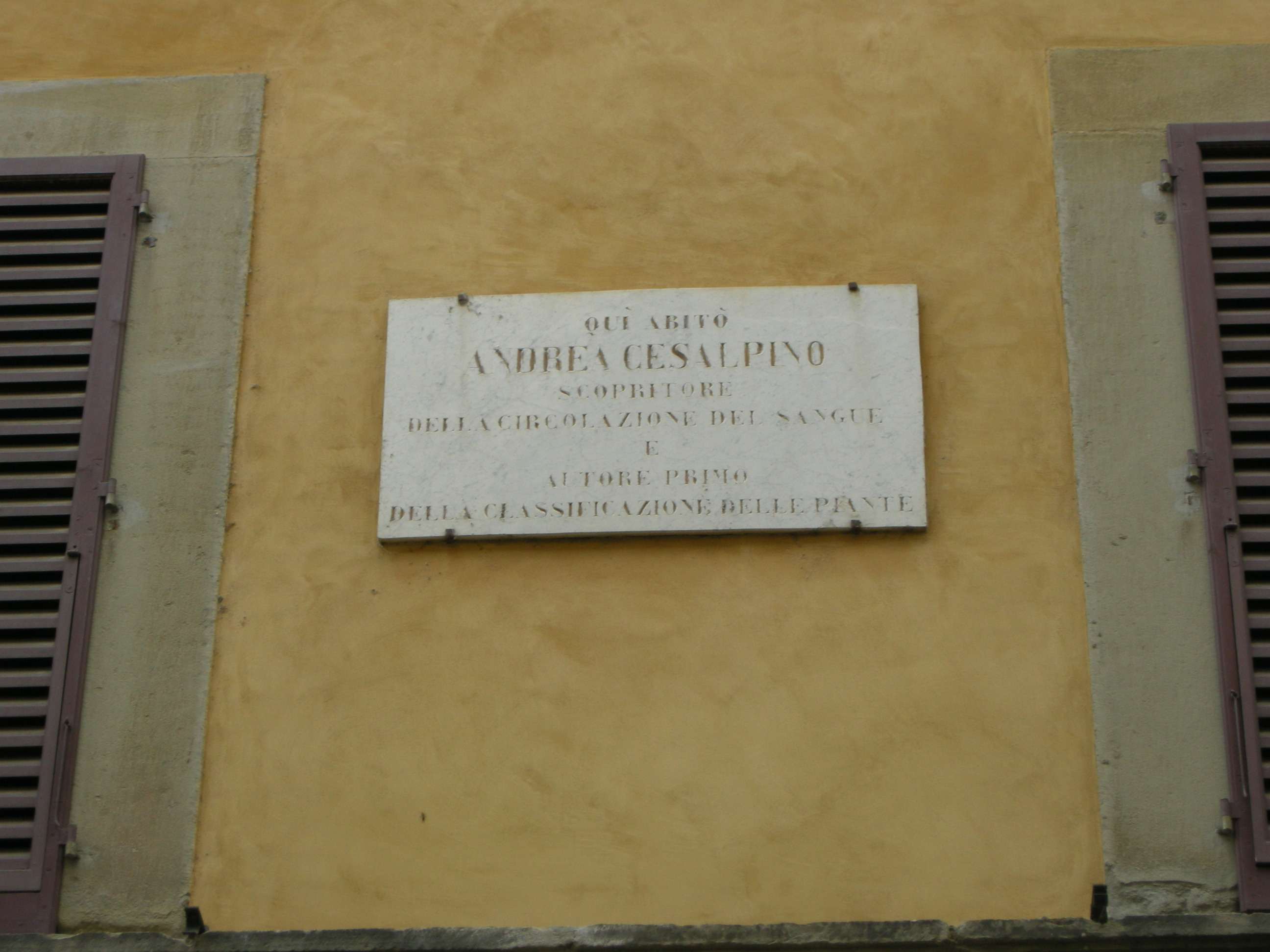
Targa commemorativa

Nato ad Arezzo, o più probabilmente nel contado aretino, nel 1524 o 1525 – la data di nascita è così collocata dal Dizionario biografico degli italiani –, ma si noterà che secondo Baldassarri e Martin, la data di nascita va probabilmente ristretta all'autunno 1524. Cesalpino svolse i suoi studi all'Università di Pisa con i maestri Realdo Colombo e Luca Ghini, laureandosi nel 1551. A Pisa, nel 1555 succedette a Ghini nella direzione dell'Orto Botanico e come lettore di materia medica, mentre dal 1569 al 1592 coprì la cattedra di medicina. Nel 1563 fabbrica un erbario, tutt'oggi conservato presso l'Università di Firenze, che dona all'Arcivescovo Alfonso Tornabuoni. L'opera di botanica che lo ha reso famoso, il De plantis libri XVI è pubblicato, però, 20 anni dopo, nel 1583, quando Cesalpino ha già lasciato gli incarichi nell'orto. Vi è, tuttavia, una connessione importante tra l'erbario e la filosofia botanica di Cesalpino, perché il primo serve per mettere alla prova la classificazione delle piante che descrive nel De plantis, il cui impianto aristotelico è confermato sia dall'importanza dell'anima vegetativa, sia dall'impronta essenzialista.
Nel 1571, pubblica un testo di filosofia, le Quaestiones peripateticae libri V, che verrà ripubblicato nel 1593 assieme alle Quaestionum medicarum libri II. In ambito medico, si occupa di anatomia e fisiologia. Allievo di Colombo, darà seguito all'indagine di quest'ultimo sulla piccola circolazione, confermando l'inesistenza dei pori intraventricolari. Questo è un passaggio decisivo nel lungo percorso che porterà, nel 1628, William Harvey a dimostrare la teoria della circolazione sanguigna. Merito di Cesalpino è di aver definito – con la testimonianza del reperto anatomico – che il cuore (e non il fegato) è il centro del movimento del sangue e il punto di partenza delle arterie e delle vene.
In seguito a diversi dissidi interni all'Università di Pisa, nel 1592, Cesalpino si trasferisce a Roma, dove diventerà medico di papa Clemente VIII e dove insegnerà medicina allo Studio romano. L'anno dopo diede una prova a favore della "circolazione" dimostrando che le vene legate in qualsiasi parte del corpo si tumefanno "sotto il laccio, cioè dalla periferia al centro", e che quando aperte, come nel salasso, lasciano fuoriuscire dapprima sangue scuro venoso e poi sangue rosso arterioso. Era la prova concreta che esiste una corrente centripeta opposta rispetto a quello che, tramite l'aorta e i suoi rami, porta il sangue dal cuore alla periferia: nel sistema vasale esistevano quindi due correnti opposte. Nel 1596, pubblica un testo di metallurgia, in cui applica il suo metodo di classificazione botanica ai minerali e alle pietre - giunge a questo interesse lavorando alla Methalloteca vaticana. Nel 1601-1602, pubblica i primi libri dell'Ars medica, che verrà completata solo postumamente.
Il suo lavoro più importante rimane quello in ambito botanico, perché sviluppò un nuovo sistema di classificazione delle piante che verrà seguito per tutto il XVII secolo. Tutt'oggi, Andrea Cesalpino è considerato uno dei primi grandi sistematici in quanto non solo descrisse e classificò 1500 specie (De Plantis Libri XVI) ma fu il primo a suggerire una relazione tra struttura e funzione dei caratteri morfologici usati nella classificazione.
Morì a Roma nel 1603, verosimilmente nel marzo, anche se alcune fonti riportano erroneamente il 23 febbraio.
Niccolò Taurello, professore ad Altdorf, nel suo libro Alpes Caesae (Francoforte 1597) accusò Cesalpino di identificare Dio e la natura, e il teologo inglese Samuel Parker lo accusò di ateismo. Bayle, nel suo Dizionario storico e critico, lo considerò come un precursore di Spinoza. Queste accuse sono dovute a temi naturalistici presenti nelle sue opere come, ad esempio, la difficoltà di differenziare le anime umane da quelle degli altri esseri mortali e la difficoltà di dimostrare l'immortalità delle anime individuali.

## Opere
Tra le sue opere più celebri:
- Quaestiones peripateticae, Firenze, 1571
- Daemonum investigatio, 1580 in cui combatte la magia e la stregoneria;
- De plantis libri XVI, Firenze, 1583, composto da sedici volumi[5][6];
- (LA) De plantis, FIrenze, Giorgio Marescotti, 1583.
- Quaestionum medicarum (1593)
- (LA) Quaestionum peripateticarum libri, Roma, Lucantonio Giunta (2.), 1593.
- De Metallicis libri III, Roma, 1596[7]
- (LA) De metallicis, Roma, Luigi Zannetti, 1596.
- Ars medica, Roma, 1601.

## Altre immagini

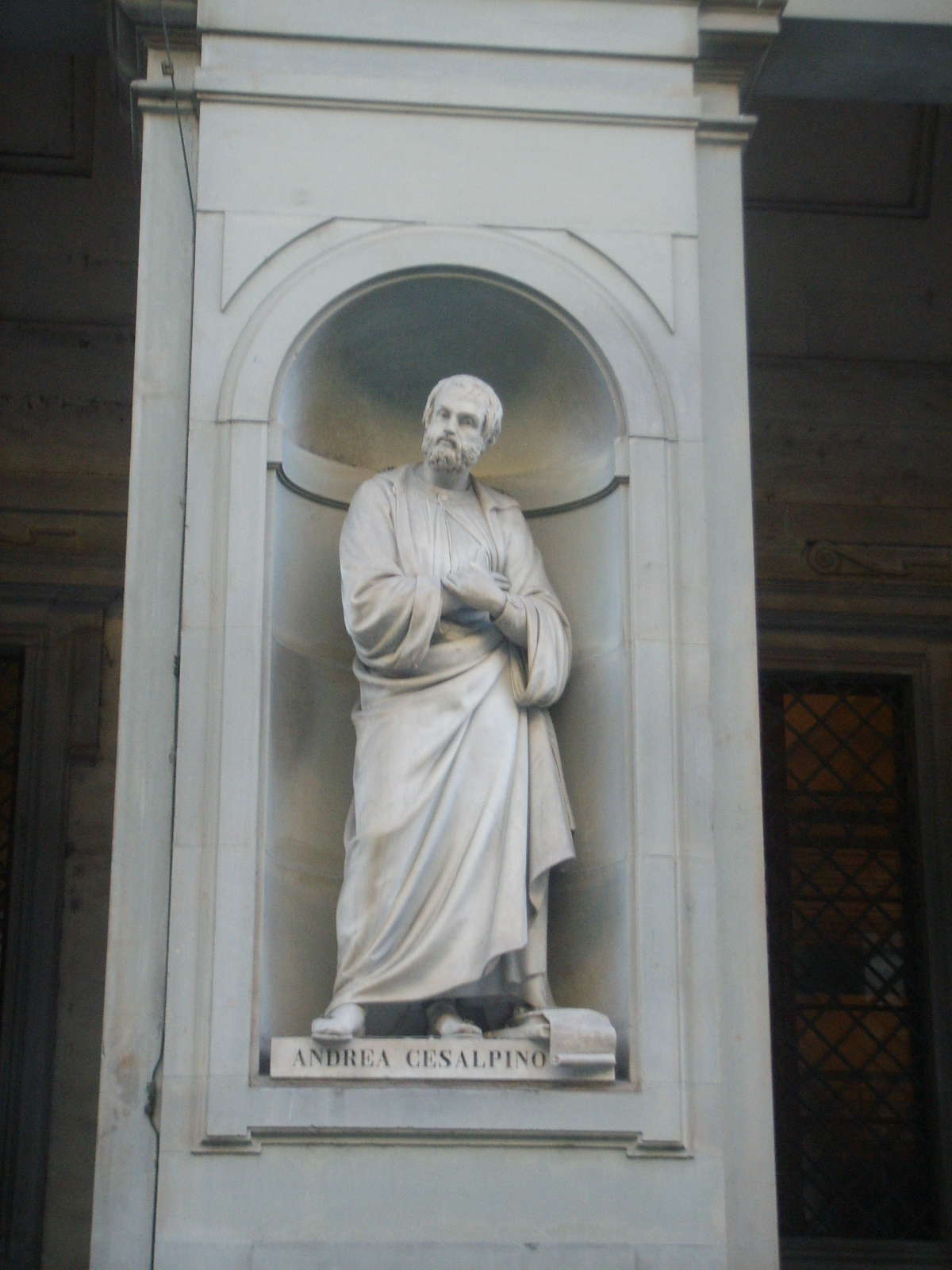
La statua di Andrea Cesalpino nel piazzale degli Uffizi

| Cesalpino è l'abbreviazione standard utilizzata per le piante descritte da Andrea Cesalpino. Consulta l'elenco delle piante assegnate a questo autore dall'IPNI. |